# Xã Eagle, Quận Brule, South Dakota
Xã Eagle (tiếng Anh: Eagle Township) là một xã thuộc quận Brule, tiểu bang Nam Dakota, Hoa Kỳ. Năm 2010, dân số của xã này là 54 người.